# Anton Gigl (Fußballspieler)
Anton Gigl (* 11. April 1947 in Olching; † 17. September 1996) war ein deutscher Fußballspieler auf der Position des Torhüters. In den zwei Runden 1967/68 und 1968/69 hat er in der Fußball-Bundesliga beim TSV 1860 München als Ersatztorhüter hinter Petar Radenković drei Ligaspiele absolviert. Nach den zwei Jahren bei den „Löwen“ folgten noch drei Runden beim SSV Jahn Regensburg in der zweitklassigen Fußball-Regionalliga Süd.

## Leben
Gigl spielte bis 1967 beim SC Olching, danach wechselte er zum TSV 1860 München, für den er als Ersatztorhüter hinter Petar Radenković in den Saisons 1967/68 (1 Einsatz) sowie 1968/69 (2 Einsätze) insgesamt drei Spiele in der Fußball-Bundesliga absolvierte. Außerdem wurde er in seiner Zeit bei 1860 in zwei Spielen des DFB-Pokals eingesetzt. Gigl kam 1967 wie auch die zwei weiteren Amateure Peter Kittel und Wolfgang Lex, sowie die Nachwuchsspieler Hans-Günther Kroth und Max Reichenberger in einer finanziellen Notsituation zu den Löwen, die auch noch den Trainerwechsel von Gunther Baumann hin zu Albert Sing zu verkraften hatten. Gigl übernahm die Rolle des ehemaligen WM-Torhüters von 1962 in Chile, Wolfgang Fahrian. Am sechsten Rundenspieltag, den 16. September 1967, bei einem Heimspiel gegen den 1. FC Kaiserslautern debütierte Gigl in der Bundesliga. Er wurde zur zweiten Halbzeit für „Radi“ Radenković, welcher sich in der 40. Spielminute eine schwere Unsportlichkeit gegen den jungen Mannschaftskamerad Hans Schmitt geleistet hatte, eingewechselt. Das Spiel ging mit 0:3 verloren. In seinem zweiten Bundesligajahr, 1968/69, wurde er von Sing-Nachfolger Hans Pilz lediglich in den zwei Spielen am 22. März beziehungsweise 29. März 1969 gegen 1. FC Kaiserslautern (1:3) und Alemannia Aachen (0:4) berücksichtigt, damit war seine Karriere in der Bundesliga beendet. Gigl schloss sich zur Saison 1969/70 dem SSV Jahn Regensburg in der Regionalliga Süd an.
In der Regionalliga debütierte er am 7. September 1969 bei einem 2:1-Auswärtserfolg gegen den FC Villingen unter Trainer Aki Schmidt. Gyula Tóth war sein Rivale im Gehäuse von Jahn. Am Rundenende hatte Gigl 24 Ligaspiele an der Seite von Mitspieler wie Manfred Ritschel, Gerhard Faltermeier, Rolf Thommes, Manfred Mattes, Willibald Mikulasch und Hans Schmitt bestritten und mit Jahn den 10. Rang belegt. In seinem zweiten Jahr in Regensburg, 1970/71, erlebte er die Trainerarbeit von Heinz Elzner und mit Mitspielern wie Alfred Kohlhäufl und Helmut Richert das Vordringen auf den 5. Rang in der Schlusstabelle. Gigl hatte 27 Ligaspiele dabei absolviert, darunter auch die zwei Erfolge gegen seinen alten Verein TSV 1860 München (jeweils 2:1). Von 1969 bis 1972 absolvierte der Torhüter 60 Regionalligaeinsätze für Jahn Regensburg.
Er starb am 17. September 1996 im Alter von 49 Jahren.